# Soyuz TMA-20
Soyuz TMA-20 foi uma missão do programa russo Soyuz à Estação Espacial Internacional, e a 108ª missão tripulada do programa. Teve início em  15 de dezembro de 2010 com o lançamento do Cosmódromo de Baikonur e encerrou-se em 24 de maio de 2011 com a aterrissagem da cápsula nas proximidades de Dzhezkazgan, Casaquistão, após mais de seis meses acoplada à ISS, servindo de transporte e nave de escape de emergência.
A nave levou os últimos integrantes da Expedição 26, o cosmonauta russo Dmitry Kondratyev, a astronauta norte-americana Catherine Coleman e o astronauta italiano Paolo Nespoli.

## Tripulação
| Posição             | Cosmo/Astronauta  |
| ------------------- | ----------------- |
| Comandante          | Dmitri Kondratyev |
| Engenheiro de voo 1 | Paolo Nespoli     |
| Engenheira de voo 2 | Catherine Coleman |

## Parâmetros da Missão
- Massa: 7.200 kg
- Perigeu: 350 km
- Apogeu: 355 km
- Inclinação: 51,60°
- Período orbital: 91,60 minutos

## Missão

### Dano
A espaçonave sofreu danos durante seu transporte para Baikonur em outubro de 2010. Os técnicos e engenheiros do programa descobriram os dnaos depois que a nave chegou a Baikonur, no Casaquistão, após ser transportada por trem desde a Rússia. Após uma inspeção inicial, os técnicos não deixaram claro se a espaçonave teria que ser toda enviada de volta à fábrica RKK Energyia para os reparos. O problema acabou resolvido com a troca do módulo de aterrissagem por outro transportado de avião. Este módulo era originalmente destinado ao voo seguinte, a missão Soyuz TMA-21.

### Lançamento e acoplagem
Em 12 de dezembro o módulo de carga da nave foi integrado ao foguete Soyuz FG e ao sistema de escape de emergência, permitindo à direção da agência espacial russa comunicar que a missão estava mantida e o conjunto foi transportado até a plataforma de lançamento na manhã do dia seguinte. Em 15 de dezembro de 2010 a Soyuz TMA-20 foi lançada de Baikonur às 19:09 UTC (22:09 em Moscou) e atingiu a órbita terrestre sem problemas dez minutos depois.
A acoplagem com o módulo Rassvet foi realizada dois depois, às 20:12 UTC de 17 de dezembro, sobre a Àfrica Ocidental e a uma altitude de 224 milhas náuticas. Após os procedimentos de segurança serem feitos, a tripulação da TMA-20, o comandante Kondratyev - em seu primeiro voo - Coleman e Nespoli, os três novos integrantes da Expedição 26, receberam as boas-vindas dos demais tripulantes da ISS e as transmissões por satélite para a Terra começaram em seguida.

### Desacoplagem e aterrissagem

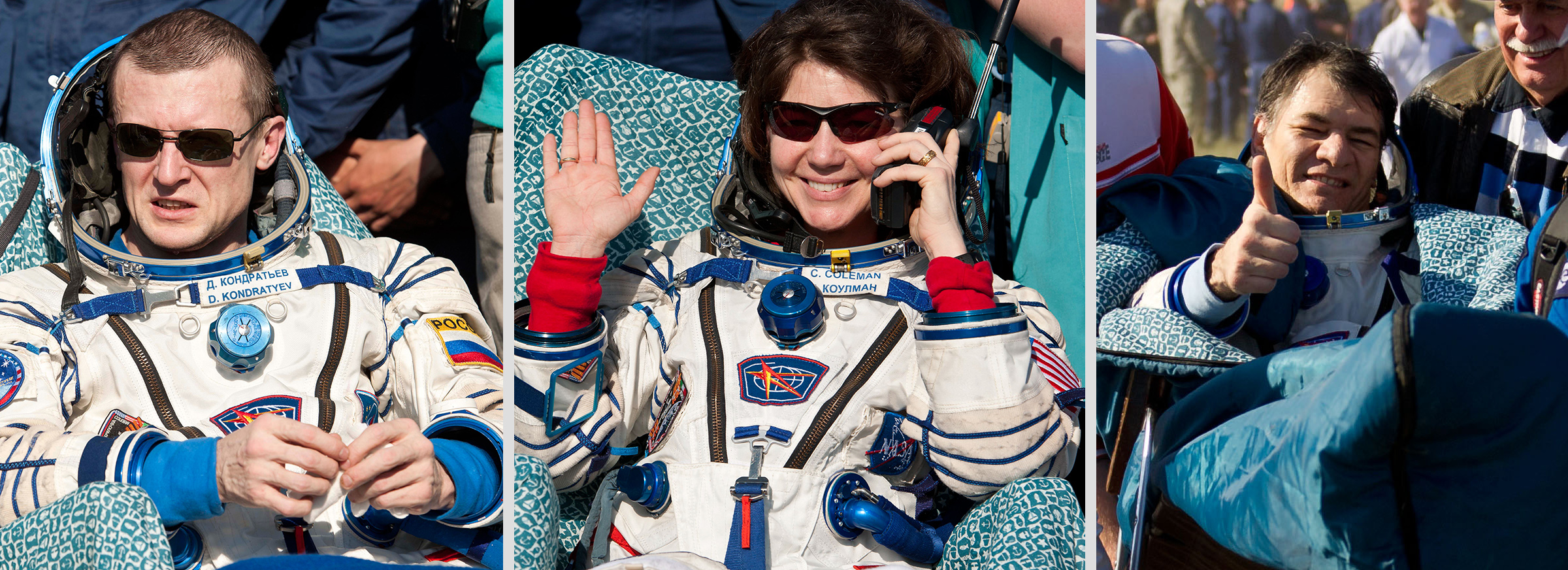
A tripulação logo após a aterrissagem, protegida do sol pelos óculos escuros: Kondratyev, Coleman e Nespoli.

Após 157 dias acoplada ao módulo Rassvet da ISS, a epaçonave, com o comandante Kondratyev nos controles, desligou-se da estação às 21:35 UTC de 23 de maio de 2011, quando voava sobre o leste da China. O comandante afastou a Soyuz cerce de 200 m da estação para que Nespoli pudesse fotografá-la e filmá-la em vídeo de alta-definição durante 25 minutos, com a nave Endeavour, da missão STS-134 da NASA, acoplada a ela, em sua última missão espacial. Voando sobre o Oceano Atlântico, a nave ligou seus motores de reentrada por cerca de quatro minutos, o que a colocou em rota de descida, a uma altitude de cerca de 100 km, às 02:03 UTC.
A Soyuz TMA-20 pousou com segurança nas estepes casaques próximas a Dzhezkazgan, às 02:27 UTC de 24 de maio,  sob um forte sol da manhã local, e foram recepcionados pelas equipes de resgate russas e médicos da NASA e da Agência Espacial Russa. O russo Dmitri Kondratyev e a norte-americana Cady Coleman foram dados como em boas condições físicas após a longa permanência em órbita, conversando com os membros do comitê de recepção e usando um telefone por satélite para falar com seus familiares em casa. O chefe da equipe médica, porém, depois comunicou à imprensa que Paolo Nespoli teve pequenos problemas em seu sistema vestibular após a descida.

## Galeria

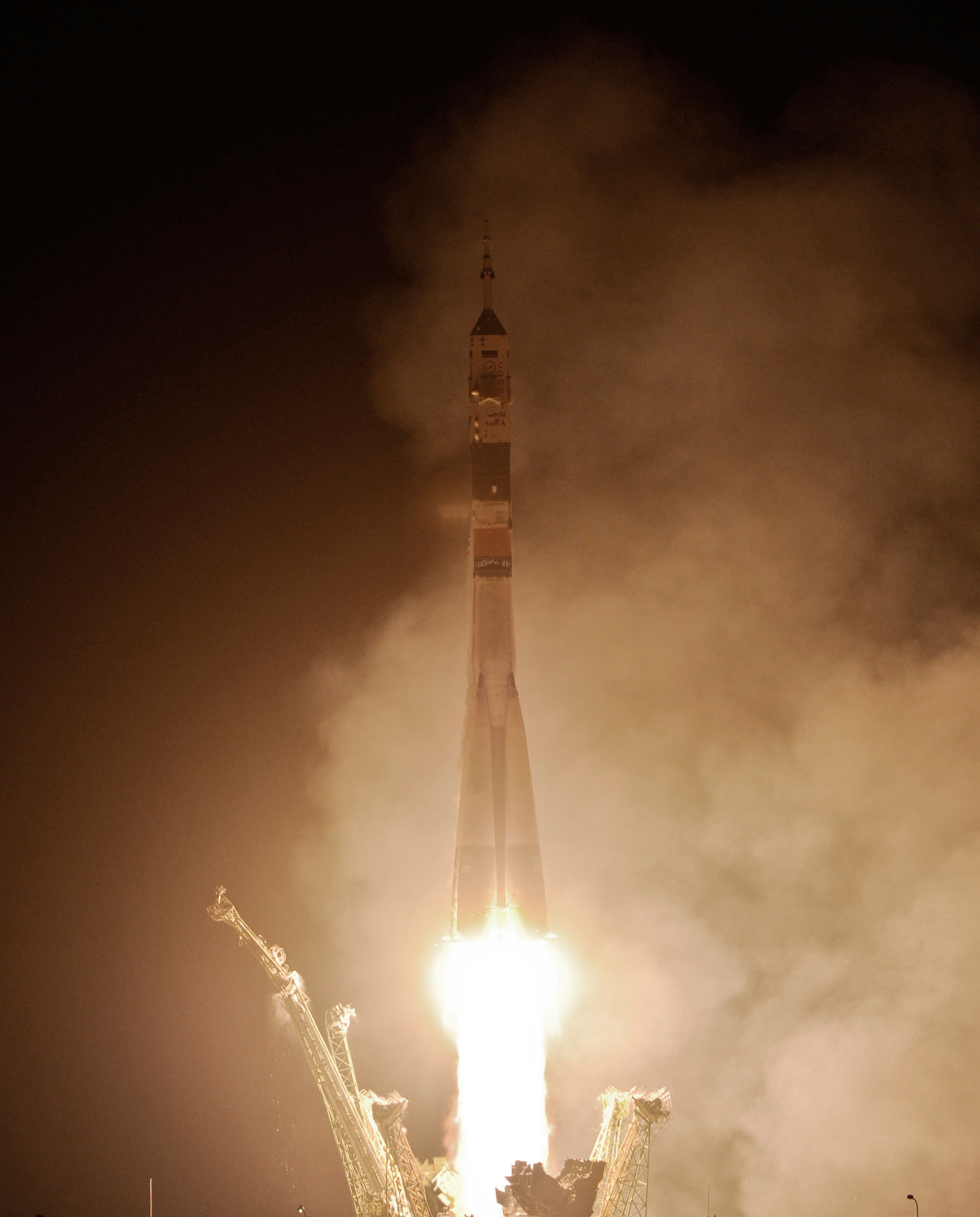
A Soyuz parte de Baikonur na noite de 15 de dezembro de 2010.
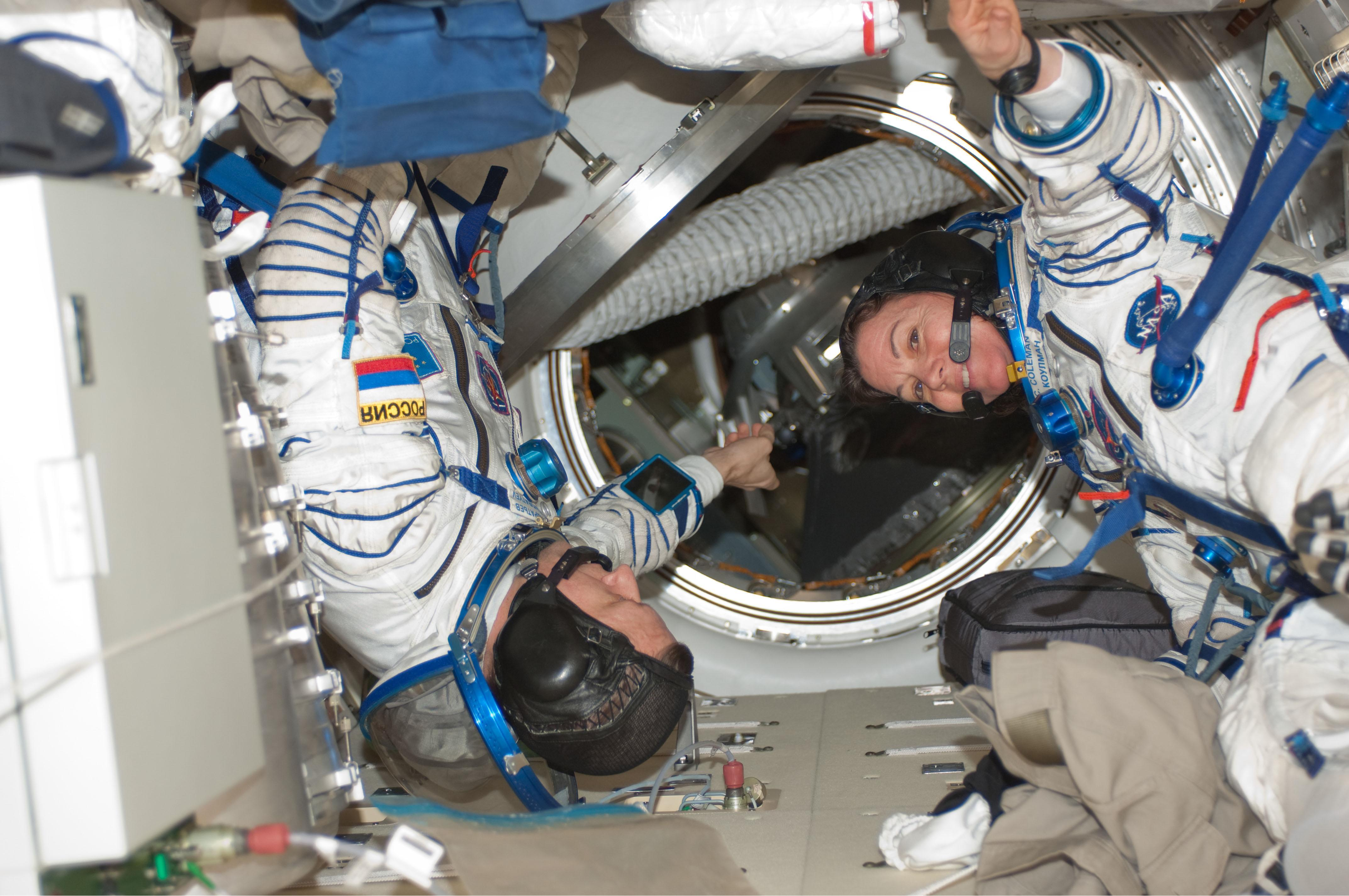
Kondratyev e Coleman checam os controles da TMA-20 em órbita.
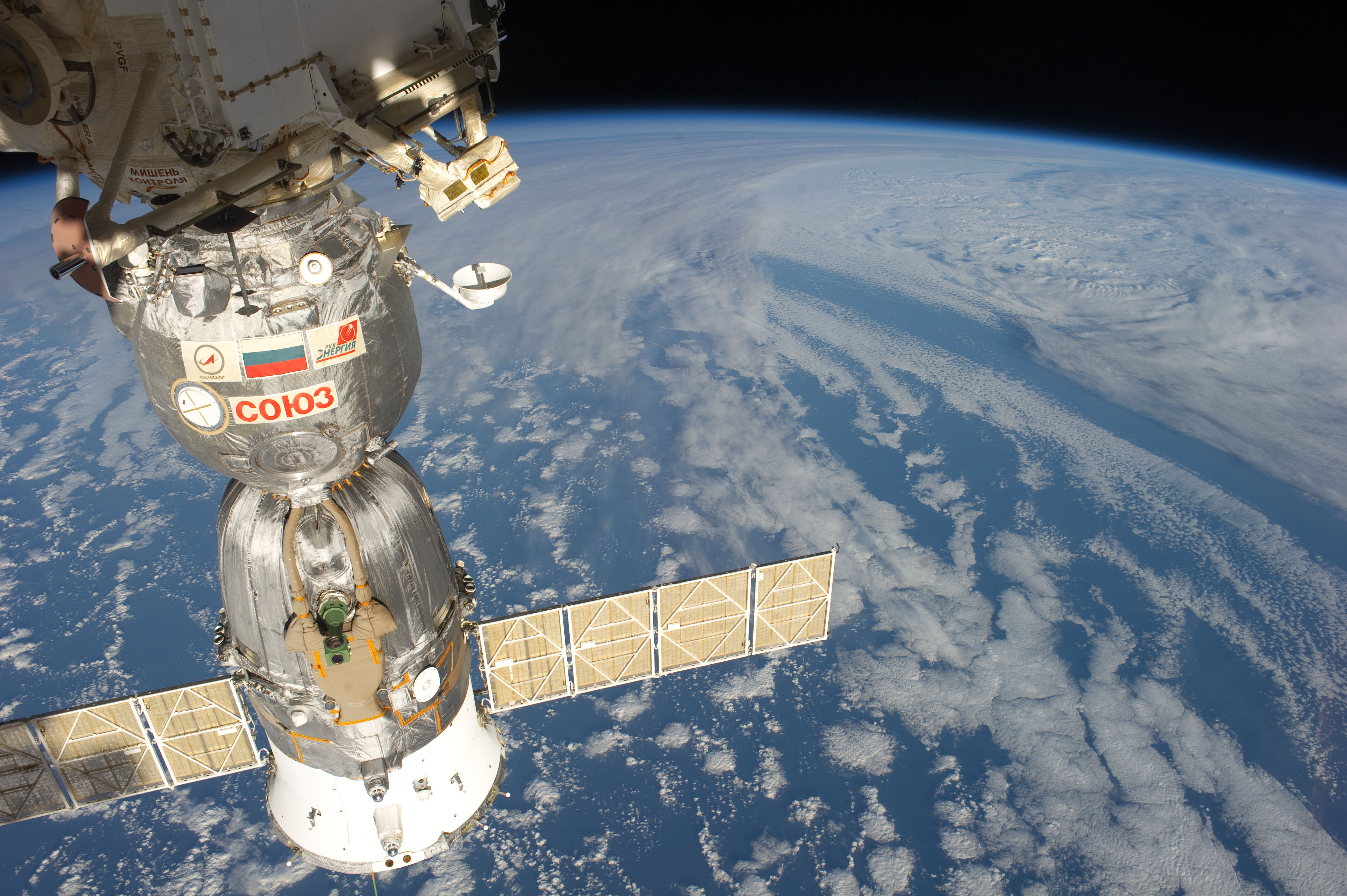
A nave acoplada à ISS.
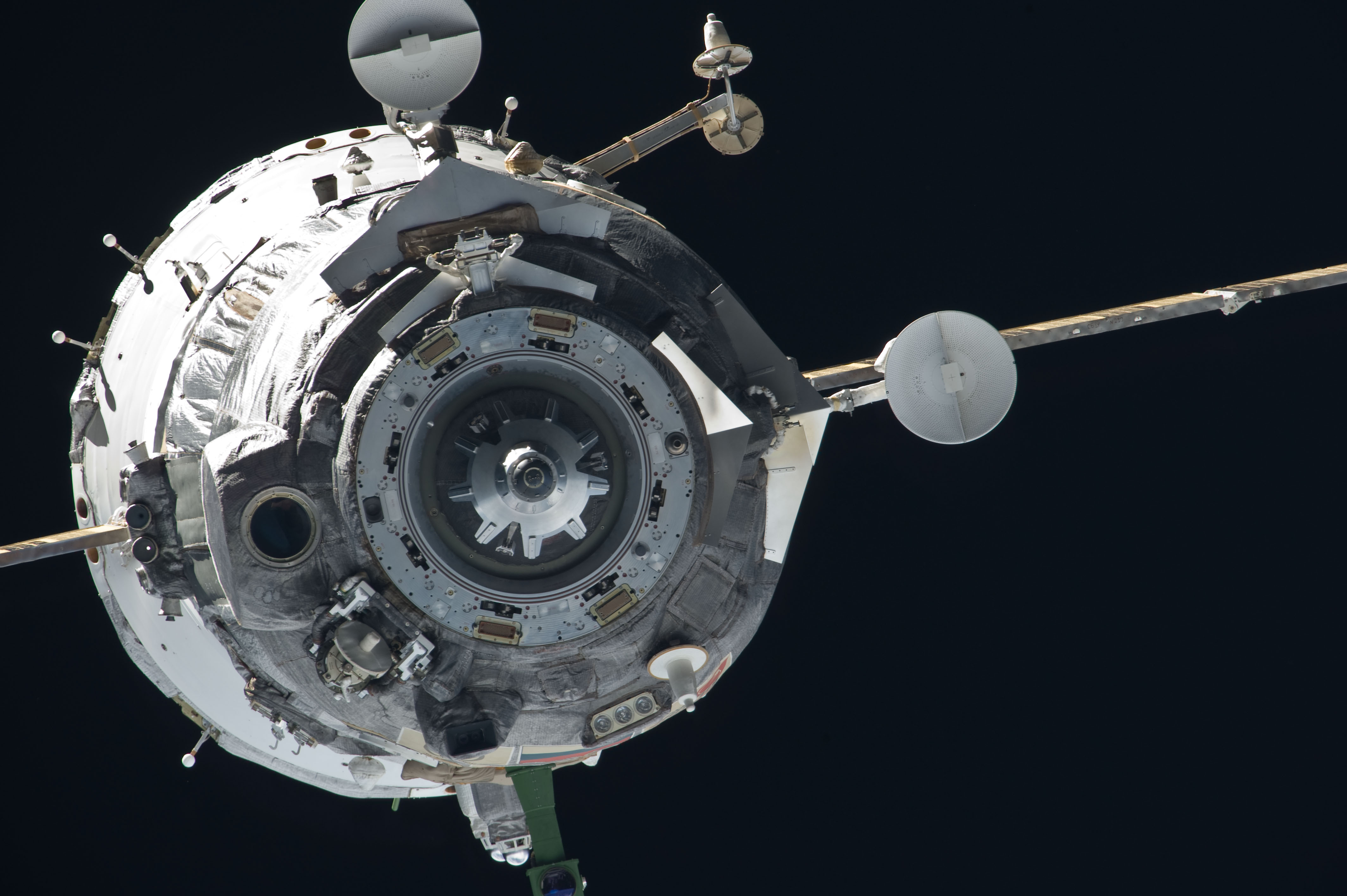
A nave deixa a Estação Espacial Internacional.
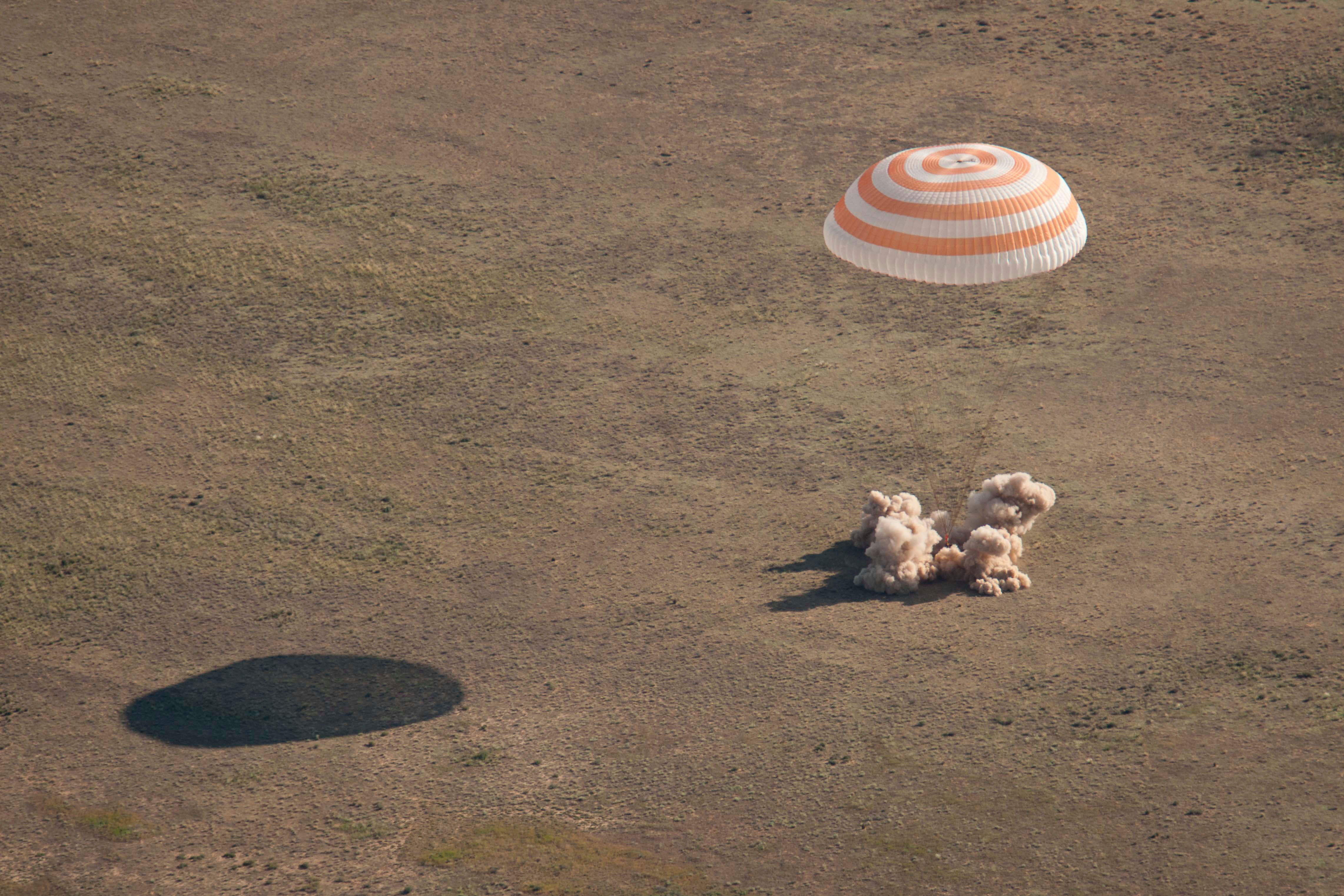
O pouso da cápula levanta poeira na estepe casaque.